# 木村亜沙美
木村 亜沙美（きむら あさみ、1984年9月26日 - ）は、日本の元女子バレーボール選手。

## 来歴
熊本県熊本市出身。友人に誘われて中学1年からバレーボールを始める。佐賀女子短期大学卒業後、Vチャレンジリーグのフォレストリーヴズ熊本に入部し、センターエースとして活躍。
2010年3月、2009-10Vチャレンジリーグにおいて、得点王のタイトルを獲得した。
2011年5月、現役引退。

## 受賞歴
- 2010年 - Vチャレンジリーグ 得点王

## 所属チーム
- 江原中
- 熊本市立必由館高等学校（2000-2003年）
- 佐賀女子短期大学（2003-2005年）
- フォレストリーヴズ熊本（2005-2011年）